# Sufajn Kasrat Muhammad Agha
Sufajn Kasrat Muhammad Agha – miejscowość w Syrii, w muhafazie Ar-Rakka, w dystrykcie Ar-Rakka. W 2004 roku liczyła 1856 mieszkańców.